# میئه ناکائو
میئه ناکائو (انگلیسی: Mie Nakao؛ زادهٔ ۶ ژوئن ۱۹۴۶) بازیگر، و خواننده اهل ژاپن است.